# Noyers, Eure

Noyers este o comună în departamentul Eure, Franța. În 1 ianuarie 2022 avea o populație de 251 de locuitori.